# Dario Brgles
Dario Brgles (15. travnja 1977.), u prvom službenom nastupu za Hajduk za prvenstvo Hrvatske 2002/03, ulazi kao zamjena Hrvoju Vejiću na utakmici protiv Varteksa u Varaždinu 28. 7. 2002.
Za Hajduk je dao 2 gola, od toga jedan za Kup utakmicu u šesnaestini finala Pagu u Posedarju 10. 9. 2002. Utakmica je završila s rezultatom 2:7 u korist Hajduka. Ostale golove dali su popaj (3), Đolonga, Vučko (koji je zamijenio Vejića), i Gudelj.
Drugi svoj gol postigao je na prijateljskoj utakmici. Odigrao je 10 prvenstvenih utakmica, 4 za Kup (1 gol), i 3 europske.
Karijeru započinje u Sl. Belupu odakle dolazi u Hajduk. Kasnije mijenja cijeli niz klubova.
Statistika u Hajduku
| Natjecanje        | Nastupi | Zgoditci |
| ----------------- | ------- | -------- |
| Prvenstvo         | 10      | 0        |
| Kup               | 4       | 1        |
| Superkup          | 0       | 0        |
| Međunarodne       | 3       | 0        |
| Splitski podsavez | 0       | 0        |
| Ukupno            | 17      | 1        |
| Prijateljske      | 6       | 1        |
| Sveukupno         | 23      | 2        |